# Abenaston
Abenaston is een plaats in Sipaliwini, Suriname. Het ligt tegenover Amakakondre aan de Boven-Surinamerivier. De meest zuidelijke verbindingsweg van Suriname eindigt in Pokigron. Het dorp is vanaf daar te bereiken is per boot.
Het dorp werd aan het begin van de 20e eeuw gesticht met hulp van de Evangelische Broedergemeente Suriname. Er woonden in 2005 rond de 700 Saramaccaanse marrons in het dorp.
Rond de jaren 1960 en 1970 was Abenaston een van de dorpen waar een kliniek van de Medische Zending werd gevestigd. Verder is er een school en een kerk. De voorzieningen van het dorp worden gedeeld  met het naburige dorp Sukunal.
Het dorp vormt een zusterdorp met Botopasi, Foetoenakaba en Pikin Slee.
Abenaston heeft sinds 2018 een terras dat bestemd is voor toeristen en voor sociale en culturele bijeenkomsten van de inwoners. Tevens dient het als inzamelingspunt van flessen.
Abenaston · Adawai · Akisiaman · Akwaukondre · Amakakondre · Asenbaso · Asidonhopo · Aurora · 
Begoeba · Begoon · Bekiokondre · Bendikwai · Bendiwata · Biudoematoe  · Bofokoele · Botopasi ·
Dan · Dangogo · Daume · Debikè · Deboo · Djemongo · Djoemoe · Duwatra ·
Foetoenakaba · Gingiston · Goddo · Godowatra · Goejaba · Gran Slee · Grantatai · Gunsi ·
Heikoenoenoe · Jawjaw ·
Kaajapati · Kajana · Kambaloea · Kampoe · Koonoo · Kuututen ·
Ladouanie · Lespansi · Ligorio · Malobi · Malroseekondre · Masiakriki · Moitori ·
Nazaleti · Nieuw-Aurora · Padalafanti · Pambo Oko · Pikin Slee · Pingpe · Pokigron ·
Saloebanga · Semoisi · Soolan · Stonhoekoe · Tjaikondre · Toemaripa · Toetoeboeka